# Теттау, Вильгельм фон (архитектор)

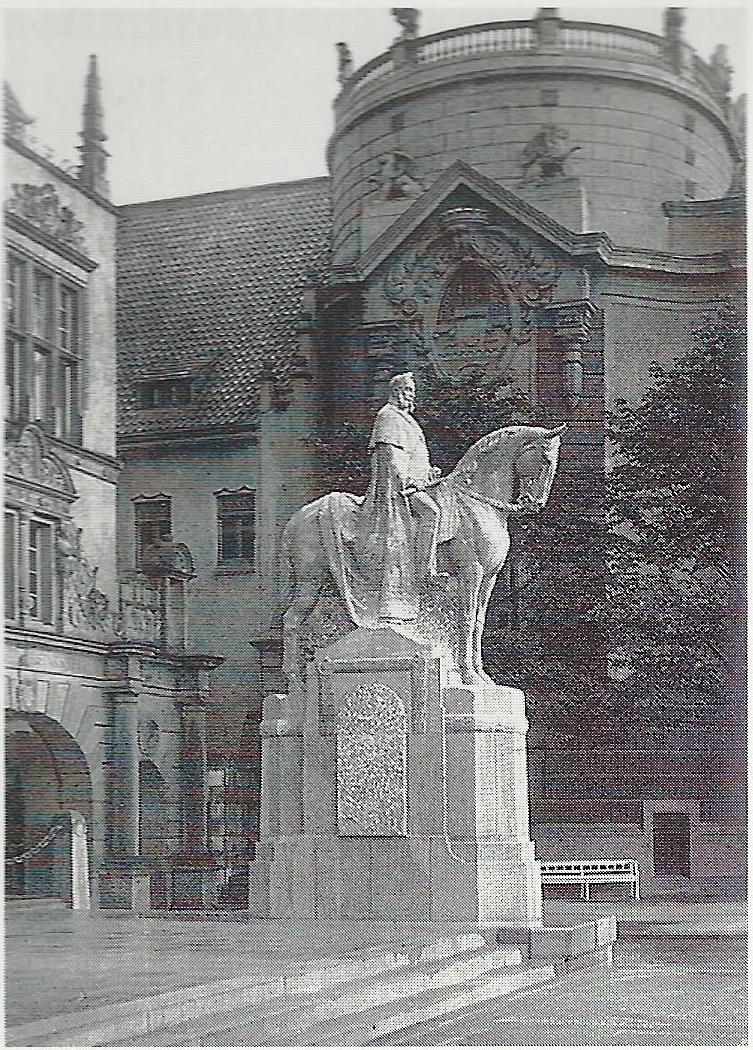
Памятник кайзеру Вильгельму I в Билефельде (фото 1908 г., монумент не сохранился)

Барон Вильгельм Рихард Эльмар фон Беттау (21 февраля 1872, Эрфурт — 8 мая 1929,  Берлин) — немецкий архитектор.

## Биография
Родился в семье историка Вильгельма фон Теттау (1804—1894). С 1891 года в качестве курсанта зачислен в гвардейский полк прусской армии. В 1892 году присвоен чин второго лейтенанта. В 1895 году зачислен в резерв.
Обучался архитектуре в Техническом университете Берлина и Технической школе Карлсруэ.
С 1911 года преподавал в Королевской академии искусств в Касселе . 
Участник  Первой мировой войны. Капитан. Был тяжело ранен под Верденом в 1915 году.

## Творчество
Профессиональной деятельностью начал заниматься около 1900 года. Лауреат нескольких конкурсов, в том числе премии Шинкеля  Берлинской архитектурно-инженерной ассоциации молодых архитекторов. Получив стипендию совершил поездку в Италию, Грецию и Стамбул. После возвращения на родину — правительственный архитектор. 
В 1910 г. за проект восстановления сожжённого города Дудерштадт (близ Гёттингена) награждён Золотой медалью «За искусство и науку».
Автор ряда проектов жилых и публичных зданий и сооружений, в том числе, мемориальная башня кайзера Вильгельма I на холме Ахт в Аденау, проект памятника Вильгельму I в Билефельде (1907). Часть работ из-за войн не сохранилась.

## Избранные работы Теттау

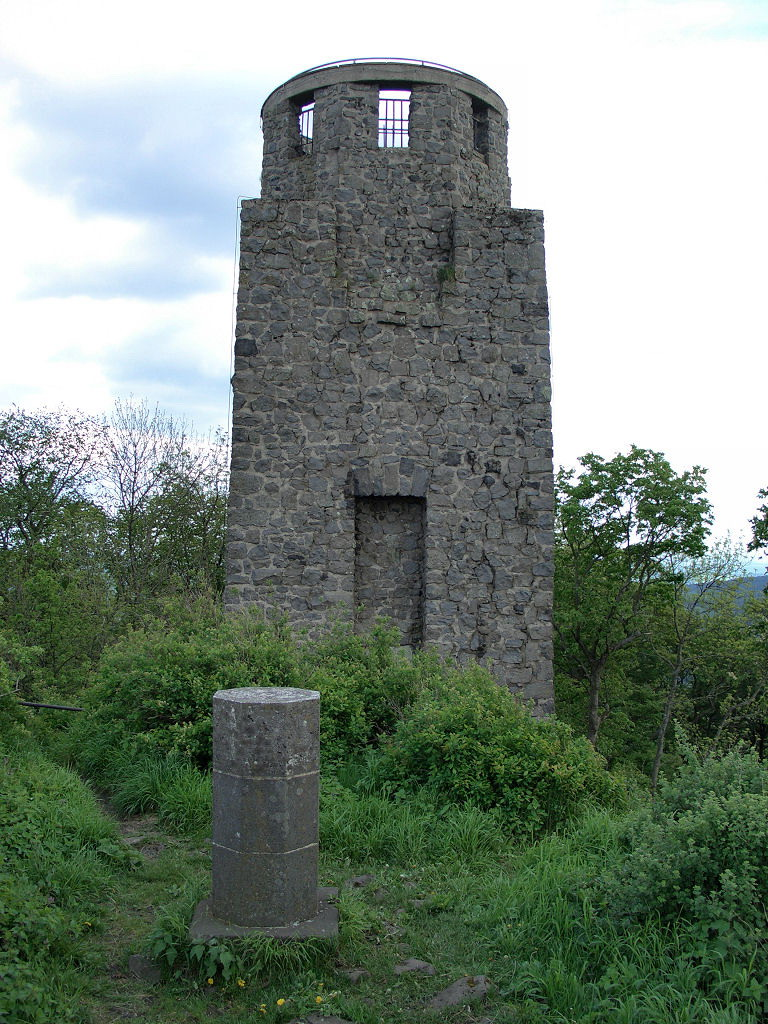
Мемориальная башня кайзера Вильгельма I на холме Ахт в Аденау
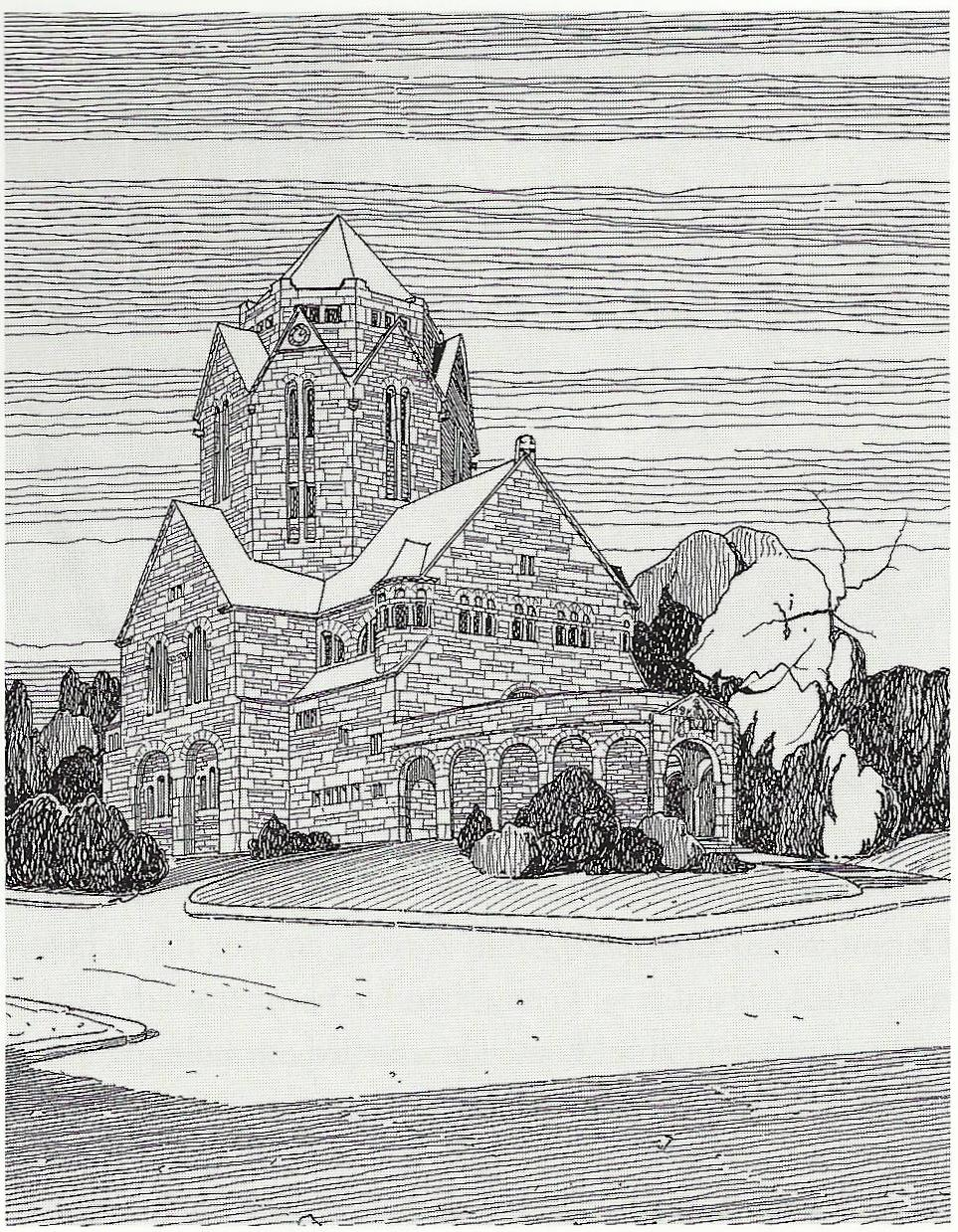
Церковь в Хемнице
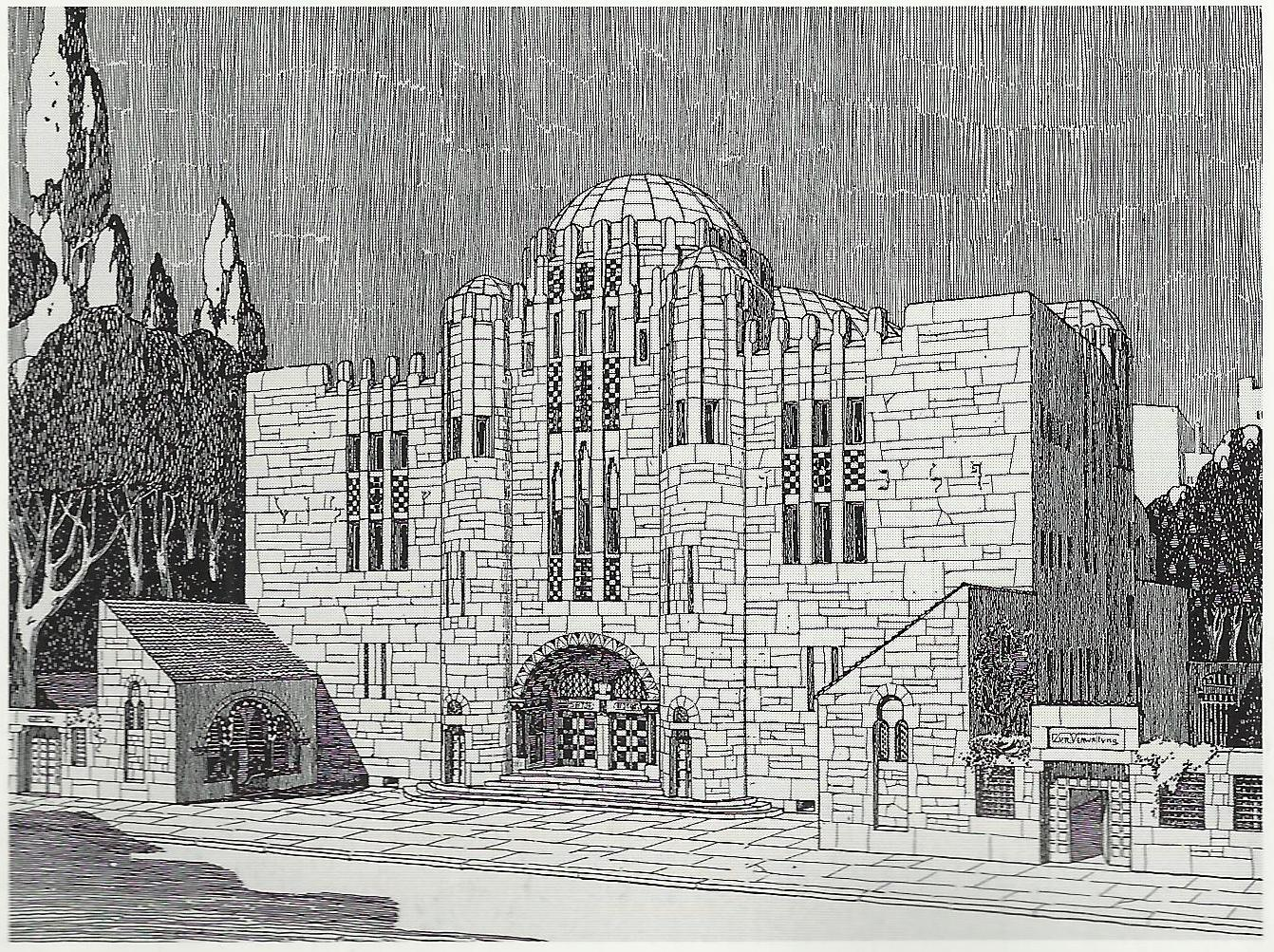
Синагога г. Франкфурт-на-Майне
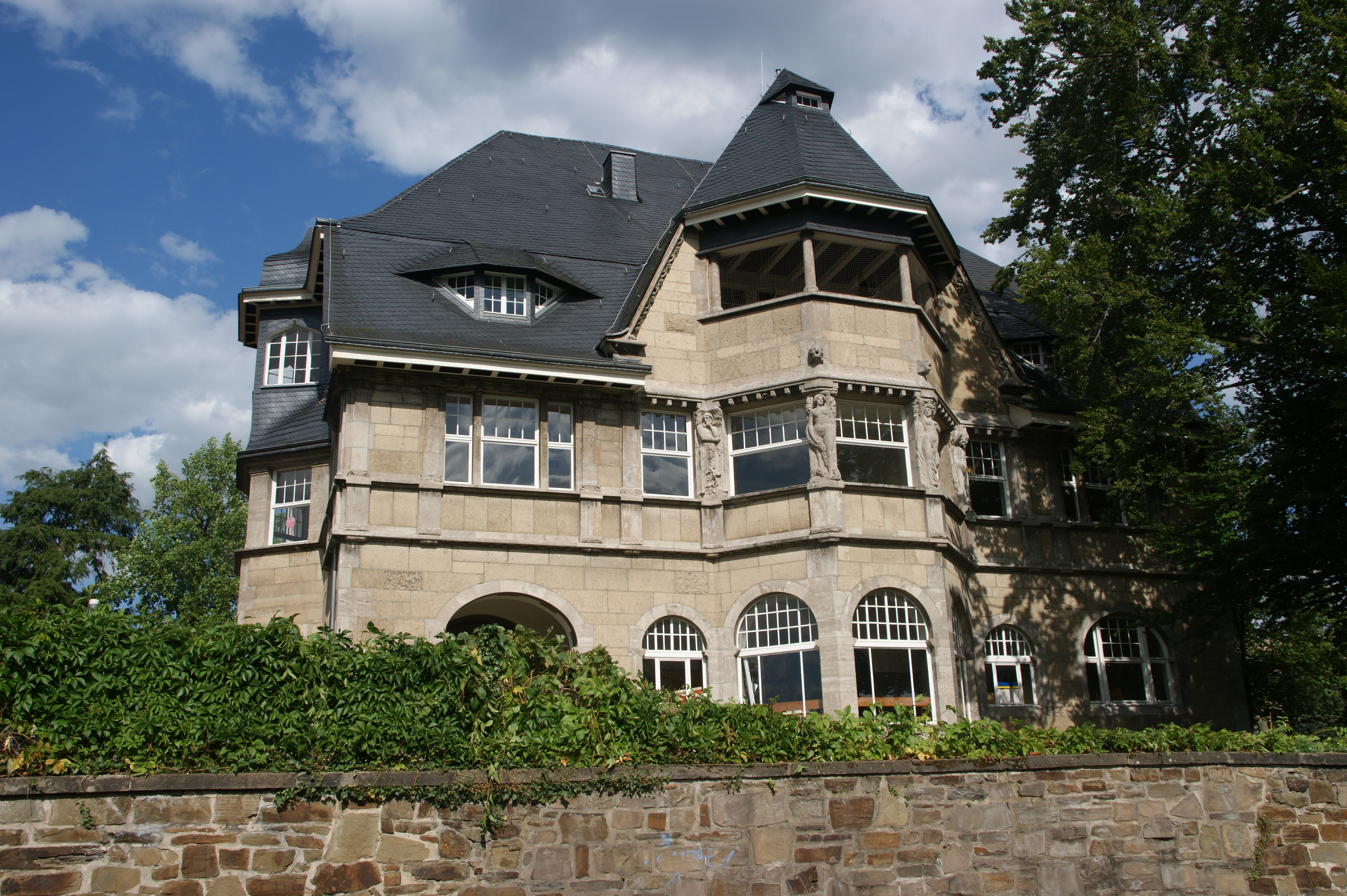
Вилла в Бад-Хоннефе
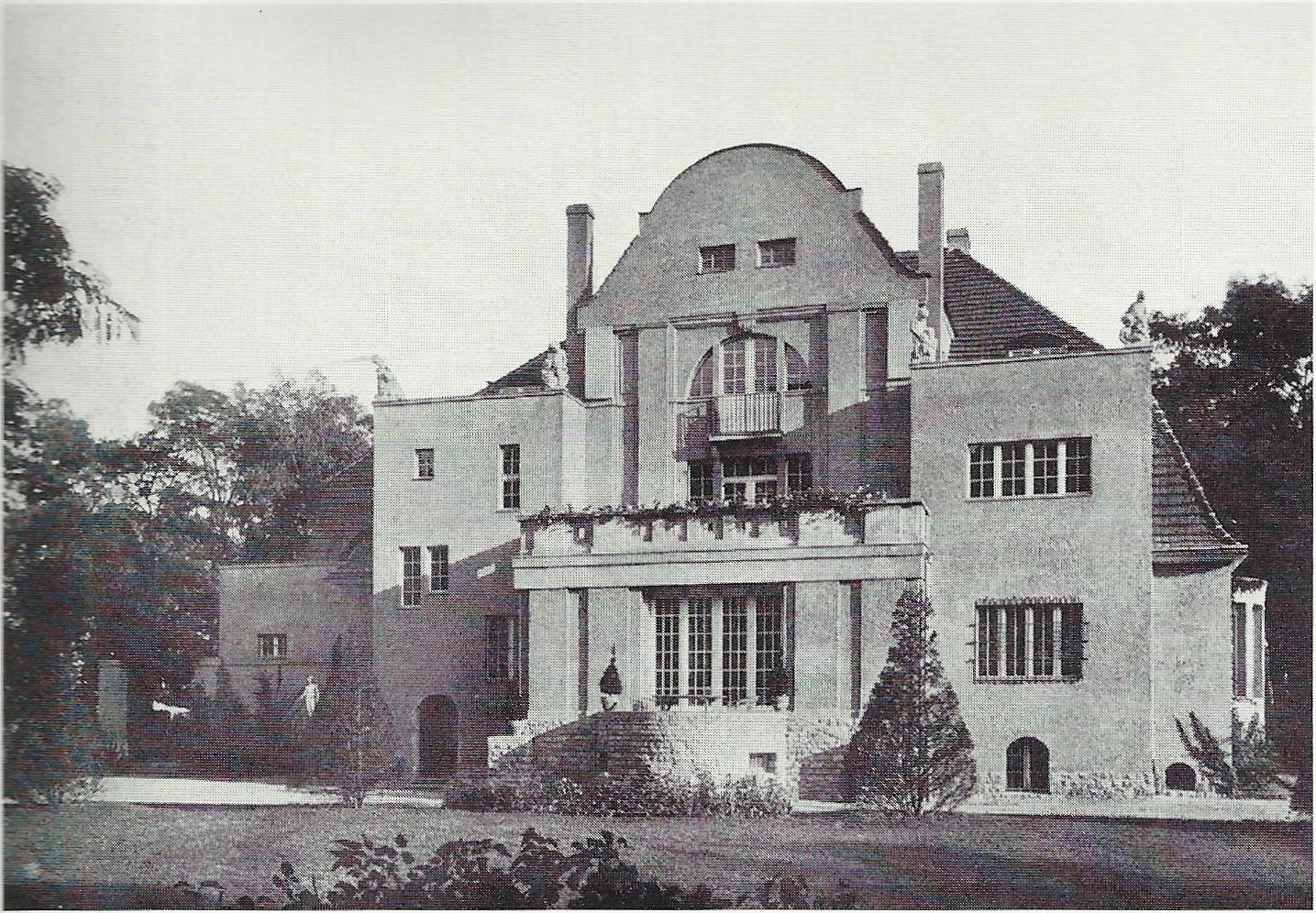
Вилла для своей семьи в Берлине
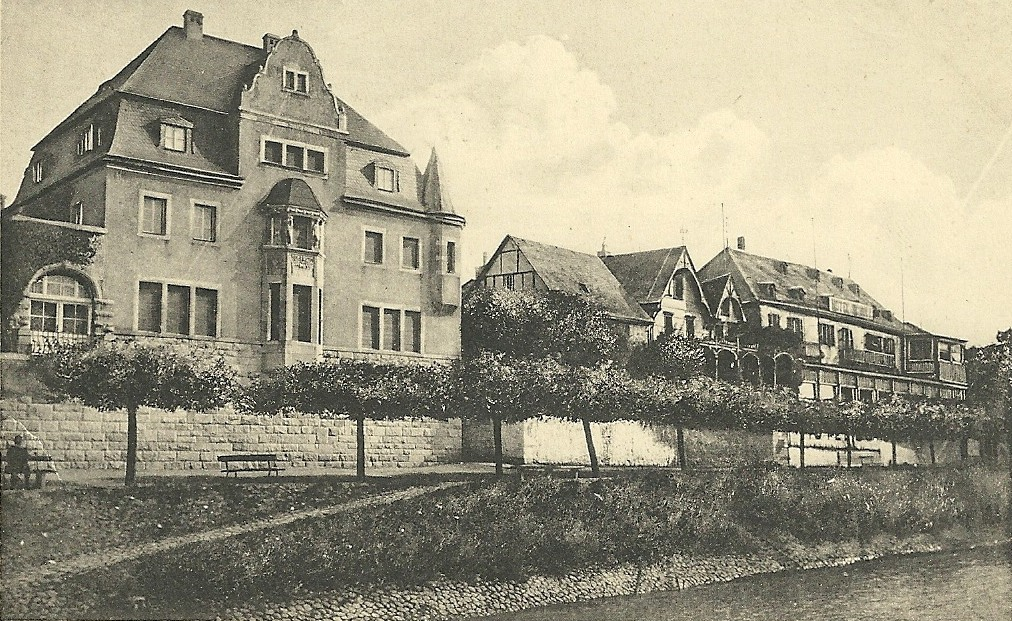
Жилые дома в г. Ункель
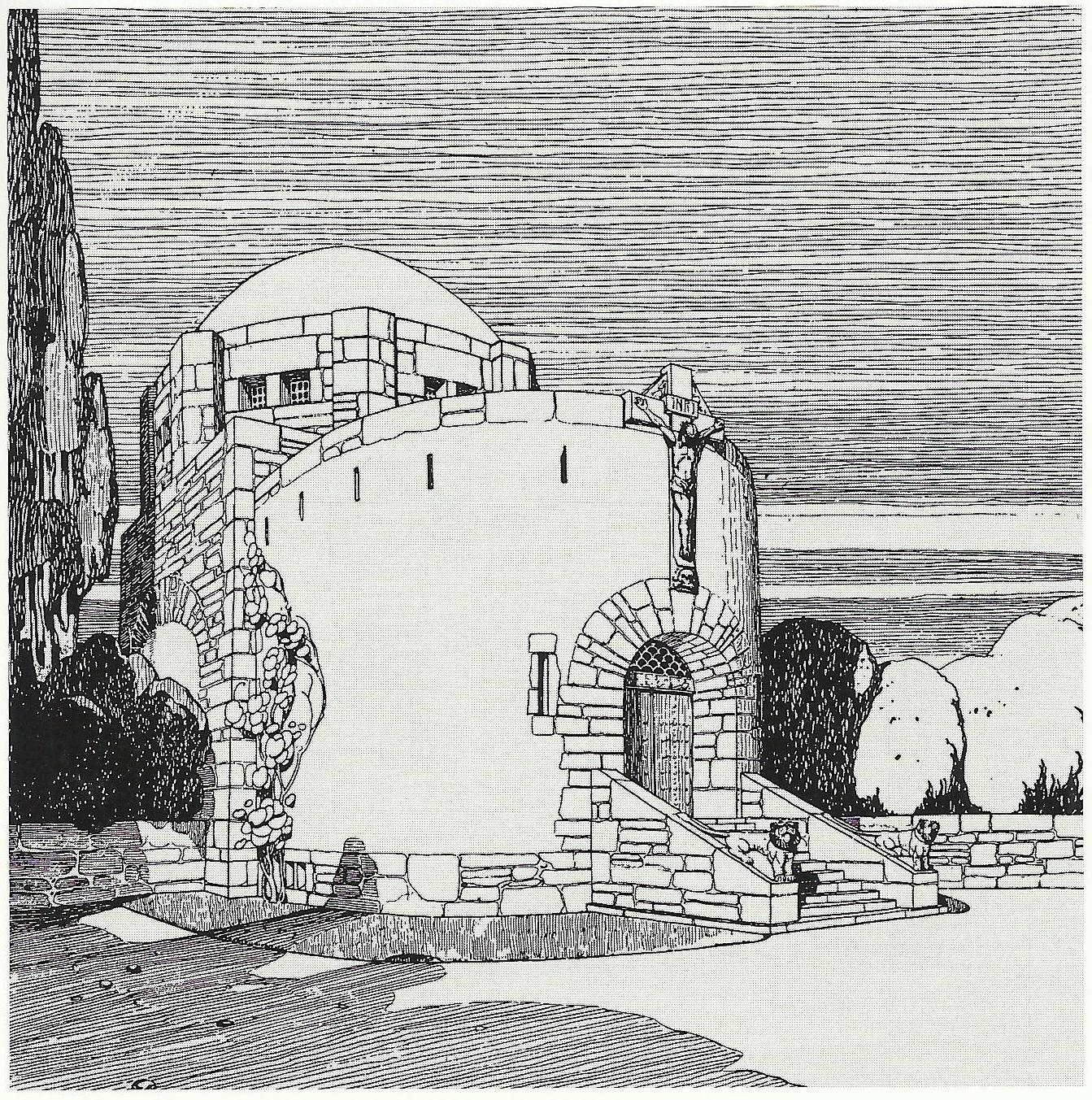
Церковь в Миндене
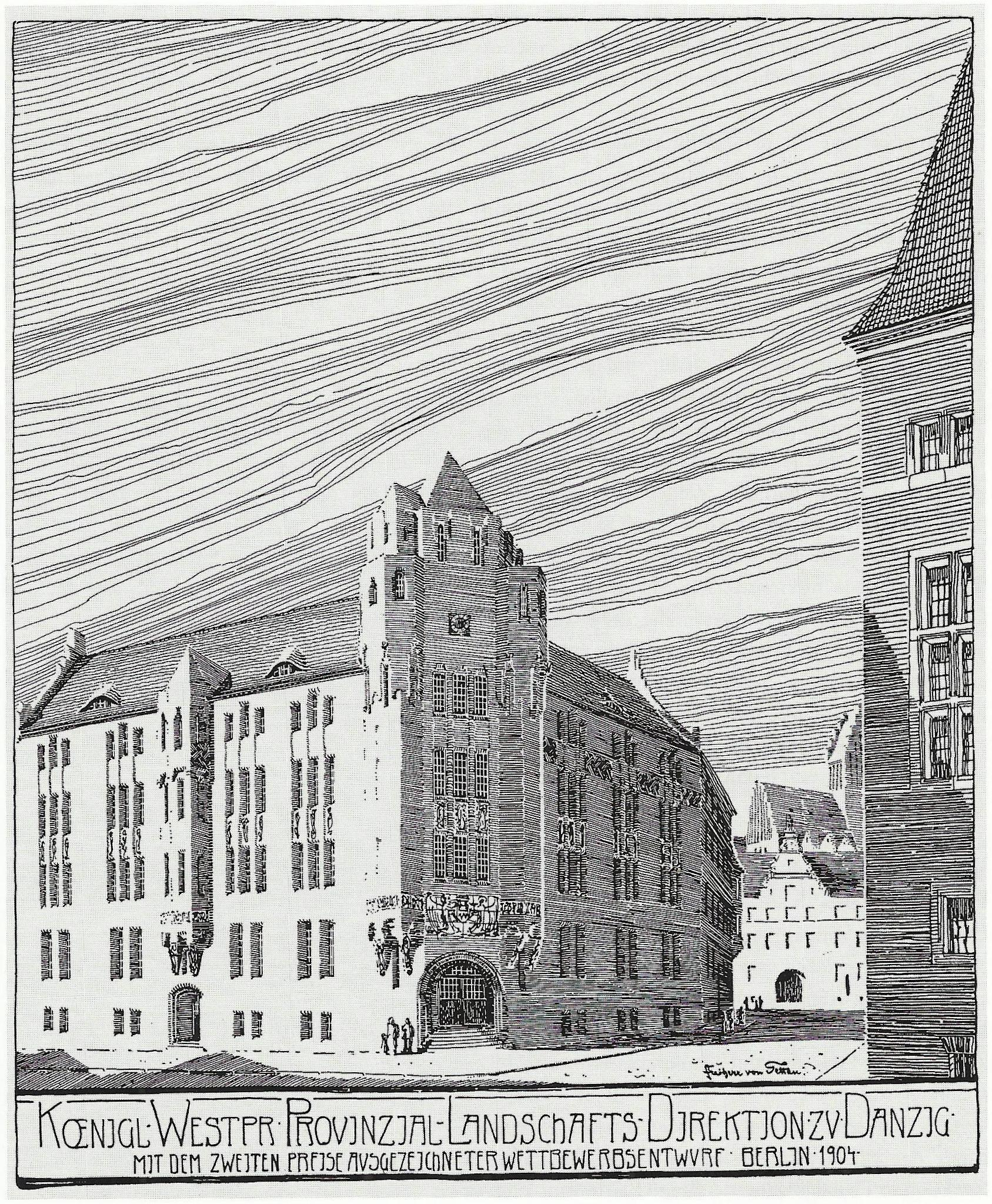
Административное здание в Данциге